# Mediterranean Fever
Mediterranean Fever (حمى البحر المتوسط) è un film del 2022 scritto e diretto da Maha Haj.

## Trama
Waleed è uno scrittore palestinese residente ad Haifa che viene riscosso dal suo blocco creativo dal suo nuovo vicino, l'esuberante Jalal.

## Distribuzione
Il film è stato presentato in anteprima il 25 maggio 2022 al 75º Festival di Cannes, nella sezione Un Certain Regard. È stato distribuito nelle sale cinematografiche italiane da Trent Film a partire dal 27 aprile 2023.

## Riconoscimenti
- 2022 - Festival di Cannes[3]
  - Premio Un Certain Regard per la migliore sceneggiatura a Maha Haj